# 羌塘国家级自然保护区
羌塘自然保护区位于青藏高原北部，于1993年经西藏自治区人民政府批准成立，2000年4月4日经中华人民共和国国务院批准晋升为国家级自然保护区西藏羌塘国家级自然保护区。保护区面积33.4万平方公里（12.9万平方英里），仅次于东北格陵兰国家公园和卡万戈赞比西跨境保护区，是世界上第三大陆地自然保护区，它的面积超过了183个国家。行政区划上，它属于那曲市的安多县、双湖县、尼玛县和阿里地区的改则县、日土县；其中双湖县县治位于保护区内。毗邻保护区的储备地区面积共有496,000平方千米（191,507平方英里），约等于西班牙的面积，超过了197个国家。

## 地理
羌塘（藏语意为“北部平原”）是一个延伸自印度拉達克的巨大的高海拔高原，位于西藏自治区北部，昆仑山、可可西里山以南，冈底斯山和念青唐古拉山以北。羌塘自然保护区包含了中国高原的大部分地区。
平均海拔超过4,800米(16,000英尺)“低山、丘陵与湖泊构成波伏起伏的地面分布在20,000英尺（6000米）的山上。”冬季夜间极度寒冷气温可达零下40度。它是极其寒冷的冬天气温降至零下40度在夜间。 旅行在冬季更容易，因为夏天非常潮湿，车辆容易陷入泥沼。

## 历史
羌塘自然保护区成立于1993年，由国际著名动物学家乔治·夏勒协助，位于西藏北部人迹罕至的羌塘高原。2000年，羌塘自然保护区晋升为国家级自然保护区。它被國際自然保護聯盟分类为：VI——资源管理保护区。

## 人口
羌塘自然保护区内只有少量的藏族游牧家庭和防止偷猎的保护区工作人员。

## 植物群和动物群

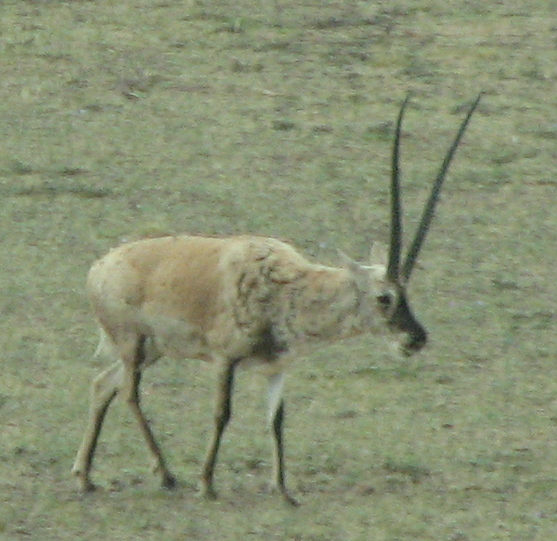
羌塘高原的藏羚羊(Pantholops hodgsonii)

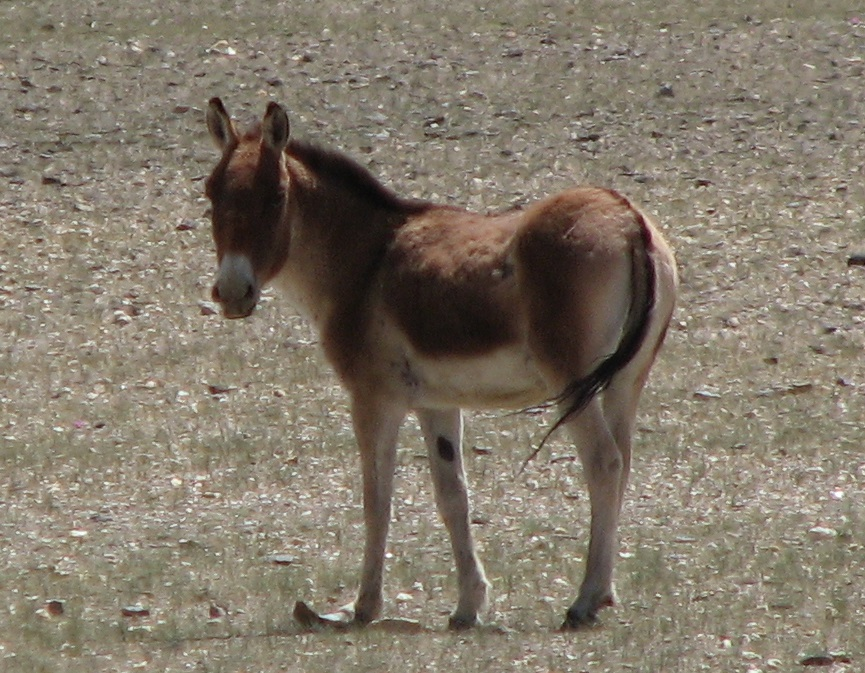
羌塘高原的西藏野驴(Tibetan wild ass)

羌塘分布着一些野生有蹄类动物种群：野牦牛(Bos grunniens)，西藏野驴(Equus kiang), 喜马拉雅蓝羊(Pseudois nayaur), 盘羊 (Ovis ammon)，蒙古原羚 (Procapra gutturosa)和藏羚羊(Pantholops hodgsonii)。走私藏羚羊底绒制成的披肩称为沙图什，是世界公认的最精美最柔软的披肩，沙图什以印度克什米尔的最为出名。掠食者包括雪豹(Panthera uncia or Uncia uncia)，藏狼 (Canis lupus chanco)，土耳其斯坦山猫 (Lynx lynx isabellinus)和西藏棕熊(Ursus arctos pruinosus)。位于食物链的底端有大量的鼠兔(Ochotona spp.)
植被为灌丛和草原，主要是针茅属和嵩草属。

### 引用
1. ↑  .   [2016-08-30]. （原始内容存档于2012-07-28）.
2. 1 2 3  .   [2016-08-30]. （原始内容存档于2016-03-04）.
3. ↑  "A Resurgence of Wildlife in Northern Tibet" （页面存档备份，存于） by Alex Chadwick.
4. ↑  Dorje (2009), p. 390.